# کریستین چاباک
کریستین چاباک (انگلیسی: Christine Chubbuck) (اوت ۱۹۴۴ – ۱۵ ژوئیه ۱۹۷۴)، خبرنگار و مجری تلویزیونی محلی در فلوریدای آمریکا بود که در سال ۱۹۷۴ در هنگام پخش برنامه زنده با شلیک اسلحه به شقیقه خودکشی کرد.
آنتونیو کامپوس کارگردان آمریکایی در سال ۲۰۱۶ فیلم کریستین را بر اساس چندماه آخر زندگی وی تا خودکشی در برنامه خبری پخش زنده از تلویزیون ساخت. این فیلم با بازی ربکا هال در نقش کریستین، بازسازی چند ماه آخر زندگی خبرنگار از جمله مشکل در ارتباط با همکاران و مدیر خبر است که او را برای پوشش اخبار جنایی زیر فشار قرار داده بود.
خودکشی وی بعدها به عنوان یکی از الهام بخش‌های فیلم شبکه معرفی شد.